# Asiatische Restaurants in Deutschland
Als asiatisches Restaurant bezeichnet man Gaststätten, die ost-, südost- und südasiatische Landesgerichte für ihre Gäste (außerhalb Asiens) anbieten.

## Geschichte
In den 1930er Jahren existierte in Deutschland nur ein chinesisches Restaurant, das sich im Berliner Ortsteil Charlottenburg in der Kantstraße 130b befand. Es wurde 1923 eröffnet.
In Hamburg hatten sich in den 1920er Jahren zwar auch chinesische Lokale etabliert – es handelte sich dabei aber nicht um asiatische Speiserestaurants, sondern um Hafenbars. In der Zwischenkriegszeit existierte in Berlin auch japanische Gastronomie.
Nach dem Zweiten Weltkrieg nahm die Etablierung dieser Spezialitätenrestaurants eine rasante Entwicklung.

### Veränderung der Esskultur ab den 1960er Jahren in der BRD
In den westdeutschen Großstädten siedelten sich in den 1960er Jahren eine Vielzahl von asiatischen Restaurants an, so unter anderem im Hamburger Chinesenviertel 14, in West-Berlin 10 und in Düsseldorf 12. Auch in mittelgroßen Städten wie Bonn gab es damals bereits China-Restaurants, die japanische Küche etablierte sich in dieser Zeit ebenfalls nach und nach in der Bundesrepublik.
Durch die Mannigfaltigkeit der asiatischen Küche verbreitete sich diese fremdartige Küche in den 1970er Jahren in rasantem Tempo, das Geschäft boomte in der gesamten Bundesrepublik.
Nicht nur die kulinarischen Spezialitäten Chinas, sondern auch Thailands, Vietnams und anderer asiatischer Länder eroberten den Gastronomiemarkt.
Die „Fresswelle“ der Nachkriegszeit war zu Ende und man besann sich auf eine gesündere Ernährungsweise. Die neue moderne Ernährungskultur wurde durch die aufstrebende Reisewelle der Deutschen inspiriert. Feinkostläden boten ein breit gefächertes Sortiment an asiatischen Lebensmitteln an und bauten symbolisch Brücken zur Esskultur Asiens.

### Die Abhängigkeit der Nahrungskultur von der Versorgungslage in der DDR
In der DDR dagegen waren Asia-Restaurants bis Mitte der 1960er Jahre – schon wegen der fehlenden Rohstoffe – unbekannt.
Das HO-Restaurant „Waffenschmied“ im thüringischen Suhl präsentierte 1966 erstmals unter der Regie von Rolf Anschütz japanische Spezialitäten.
Ab 1978 bot Thomas Schaufuß in der Speisegaststätte „Goldener Stern“ bei Oederan (Sachsen) einen Querschnitt der ostasiatischen Küche an. Die landestypischen Lebensmittel wurden aus dem DDR-Delikatesshandel bezogen, Essstäbchen stellte eine erzgebirgische Pinselfabrik her, private Züchter lieferten japanische Wachteln und frische Kräuter. Das Servicepersonal präsentierte die Speisen in asiatischen Seidenkostümen.
Diese kulinarischen Abende waren in der Regel für zwölf Monate im Voraus ausgebucht. Dabei spielte nicht nur die Neugierde auf das exotische Essen eine Rolle, sondern auch die Sehnsucht vieler DDR-Bürger nach fremdländischer Lebenskultur.
Die gehobenen Hotels folgten dem Trend, 1979 eröffnete das Restaurant „Jade“ in Berlin und 1981 wurde im Interhotel Merkur in Leipzig das japanische Restaurant „Sakura“ in Betrieb genommen. In Warnemünde existierte ein asiatisches Restaurant in der Schillerstraße 14, 1985 eröffnete das „Buri-Buri“ im Interhotel Bellevue in Dresden und in Leipzig wurde eine vietnamesische Gaststätte eröffnet.
In Ost-Berlin eröffnete in der Leipziger Ecke Friedrichstraße das China-Restaurant „Peking“, dessen Köche vom chinesischen Botschaftskoch geschult wurden.

### Seit der Wiedervereinigung 1990
Nach der Wiedervereinigung beider deutscher Staaten kam es zu einer erheblichen Expansion der asiatischen Esskultur in den neuen Bundesländern. Besonders schnell verbreiteten sich die vietnamesischen und chinesischen Restaurants.

## Gegenwart
Heute präsentieren Sterne-Köche euro-asiatische Gerichte, in Betriebsrestaurants gibt es Asia-Front-Cooking und in den Städten gibt es eine Vielzahl von asiatischen Schnellimbissen. Im Jahr 2021 waren neun Restaurants, die vom Guide Michelin unter dem Stichwort „asiatisch“ geführt wurden, mit einem Stern ausgezeichnet. In Deutschland gibt mehr als 10.000 China-Restaurants sowie eine Vielzahl von japanischen, vietnamesischen, indischen, koreanischen und thailändischen und anderen asiatischen Restaurants.